# Andreas Fedorovitch von Budberg-Bönninghausen
Andreas Fedorovitch von Budberg-Bönninghausen, né Andreas Ludwig Karl Theodor baron von Budberg-Bönninghausen, (en russe : Андрей Фёдорович Будберг) (né à Riga, le 20 janvier 1817 et mort à Saint-Pétersbourg, le 28 janvier 1881) est un diplomate de l'Empire russe.

## Biographie
Il est le fils de Theodor Otto von Budberg-Bönninghausen (1779-1840), colonel de l'armée impériale russe et d'Helene Juliane von Budberg (1787-1856). Issu d'une ancienne famille allemande-balte, il est le petit-fils du diplomate Andreï Budberg, jadis au service de l'impératrice Catherine II.  
Après avoir fréquenté le pensionnat de Reval, Budberg poursuit ses études à l'université impériale de Saint-Pétersbourg et entre ensuite au service de la diplomatie russe en octobre 1841

### Carrière diplomatique
En juillet 1842, il devient 3e secrétaire du bureau du vice-chancelier Charles Robert de Nesselrode. En juin 1845, il rejoint, en qualité de secrétaire adjoint, l'ambassade de Russie au Bundestag allemand à Francfort, où il devient secrétaire principal en décembre 1846, puis chargé d'affaires en janvier 1848. De juillet à septembre 1849, il exerce le même rôle pour la Prusse à Berlin, puis il est nommé conseiller en janvier 1850 avant d'être promu ambassadeur en décembre 1851. Pendant son séjour à Berlin, il réside dans l'ancien Amalienpalais, à Unter den Linden. En 1856, il devient ambassadeur de Russie en Autriche à Vienne ; il revient à Berlin comme ambassadeur entre 1858 et 1862. Il est ensuite nommé ambassadeur de Russie en France, rôle qu'il remplit jusqu'en 1868. 
En 1862, avec l'accord de Budberg, la police politique française arrête des émissaires du Comité national central  (Komitet Centralny Narodowy), une organisation polonaise secrète, qui revient de Londres. Juste avant le soulèvement de janvier, les Français remettent à Budberg une liste de tous les régiments conspirateurs et une description des routes utilisées pour faire passer clandestinement des armes aux insurgés polonais de l'étranger. L'époque du séjour de Budberg en France coïncide avec la détérioration des relations franco-russes (1863-1866), provoquée par le soulèvement en Pologne en 1863. Cependant, au cours de ces années, Budberg, contrairement à une partie de la diplomatie russe, défend l'idée que les intérêts de la Russie seraient mieux protégés par un accord avec la France. Les victoires de la Prusse en Europe en 1866 conduisent à un nouveau rapprochement entre la France et la Russie, que Budberg cherche à renforcer, mais l'alliance entre les deux États ne fut jamais conclue de son vivant, mais en 1892.

### Duel et démission
En janvier 1868, le préfet de la police de Paris informe Budberg que le citoyen russe, le baron Rudolf Meyendorf, « est très bizarre et sujet à l'irritation, le conduisant à des violences sans aucun motif ». Le préfet se dit préoccupé « par l'état anormal de ses capacités mentales ». L'ambassadeur envoie une lettre au baron Meyendorf, dans laquelle il souligne l'irrecevabilité de son comportement et le qualifie d'officier russe indigne. En réponse, le baron Meyendorf insulte Budberg qui considère cette réaction comme une conséquence de l’anomalie comportementale de Meyendorf qu’il a signalée au ministère des Affaires étrangères. Meyendorf, alors qu'il séjourne à Londres, procède à la publication dans un journal la conclusion des médecins londoniens, à savoir « qu'il souffre d'une grave irritation cardiaque, mais qu'il a conservé son bon sens ». Budberg, se considérant offensé, défie Meyendorf au cours d'un duel dans la ville de Munich. Ce duel au pistolet, au cours duquel Budberg est légèrement blessé provoque la fin de la carrière diplomatique de Budberg : en avril 1868, il est licencié de son poste d'ambassadeur, quittant le ministère des Affaires étrangères. En mai de la même année, il est nommé membre du Conseil d'État de l'Empire russe.

### Famille

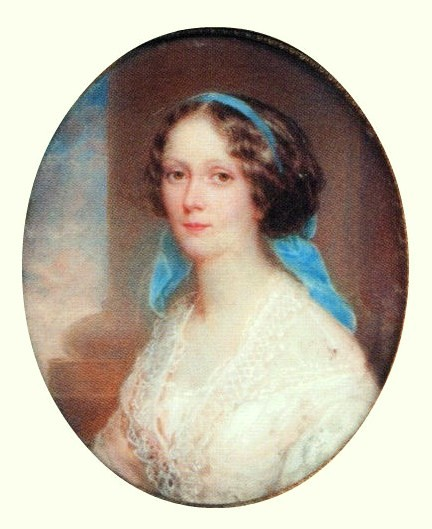
Maria Petrovna Ubri par Emanuel Thomas Peter en 1855.

Andreas Budberg épouse le 17 septembre 1846 à Baden-Baden Maria Petrovna Ubri (1819-1913), fille du diplomate Pyotr Iakovlevitch Ubri (1774-1847) et de Charlotte Ivanovna German (1791-1875). La baronne Budberg a occupé des postes élevés à la Cour de Russie, étant la maîtresse de la cour de la grande-duchesse Maria Pavlovna ; puis la première dame de Cour de l'impératrice Alexandra Feodorovna. Quatre enfants sont nés de cette union :
- Maria Andreïevna (1847-1917), mariée au prince Victor Nicolaïevitch Gagarine, et morte de sclérose à Rome.
- Piotr Andreïevitch (1849-1879), lieutenant-colonel.
- Fedor Andreïevitch (1851-1916), commis, diplomate.
- Alexander Andreïevitch (1853-1914), conseiller d'État en Allemagne.

### Centres d'intérêt
Andreas Budberg s'intéressait beaucoup au Japon et s'est lié à Philipp Franz von Siebold, médecin et naturaliste féru de culture nipponne. Il était également étroitement lié au diplomate le comte Charles Robert von Nesselrode, au grand-duc Constantin et au baron danois Wadenstierna. En 1872, il publie la correspondance entre la tsarine Catherine II et son envoyé à Stockholm, son grand-père Andreï Budberg (1750-1812).

### Phaléristique
- Chevalier 1re classe de l'ordre de Sainte-Anne (Russie) (1852).
- Chevalier de l'ordre de l'Aigle blanc (Russie) (1862).
- Chevalier de l'ordre de Saint-Alexandre Nevski (Russie) (1864).
- Grand-croix de la Légion d'honneur de France.